# Peliostomum leucorrhizum
Peliostomum leucorrhizum är en flenörtsväxtart som beskrevs av Ernst Meyer och George Bentham. Peliostomum leucorrhizum ingår i släktet Peliostomum och familjen flenörtsväxter. Inga underarter finns listade i Catalogue of Life.